# Odontomachus brunneus
Odontomachus brunneus is een mierensoort uit de onderfamilie van de Ponerinae. De wetenschappelijke naam van de soort is voor het eerst geldig gepubliceerd in 1894 door Patton.